# العودة (مذكرات)
العودة: آباء وأبناء والأرض بينهما هي رواية للكاتب هشام مطر نُشرت لأول مرة في يونيو 2016. تركز الرواية على عودة هشام مطر إلى موطنه ليبيا في عام 2012 للبحث عن الحقيقة وراء اختفاء والده عام 1990، وهو معارض سياسي بارز لنظام القذافي. فاز بجائزة بوليتزر للسيرة الذاتية لعام 2017، وجائزة PEN/Jean Stein للكتاب لعام 2017  وجائزة فوليو لعام 2017، ليصبح أول كتاب مبني على أحداث واقعية يتحصل على الجائزة.

## ملخص
في عام 1990، اختُطف والد هشام مطر -وهو معارض بارز لنظام معمر القذافي- من قبل عملاء القذافي وسجنه في ليبيا. ولم ير مطر أباه بعد ذلك. تتبّع الرواية عودة مطر إلى ليبيا عام 2012 -بعد وفاة القذافي- لمعرفة ما حدث لوالده.

## آراء حول الرواية

### ردود النقاد
الرواية لاقت استحسان النقاد. اختيرت كواحدة من أفضل 10 كتب لعام 2016 من قبل محرري ملحق مراجعة كتاب نيويورك تايمز وواشنطن بوست. صرّح كل من الكتّاب التالية أسماؤهم (جوليان بارنز، وآلان هولينجهيرست، بليك موريسون، روبرت تومسون، لوسى هيوز هاليت، شيماماندا نغوزي أديشي) -لصحيفة الغارديان- على أن رواية العودة أحد كتبهم المفضلة لعام 2016، مع إشارة أديتشي إلى أن الرواية "حركتها إلى البكاء". وعلمتها عن معاني الحب والسكن. اختارت الناقدة ميتشيكو كاكوتاني -الحائزة على جائزة بوليتزر لصحيفة نيويورك تايمز- الرواية بالنسبة لها كواحدة من أفضل 10 كتب لعام 2016، ووصفتها بعدة أوصاف بأنها: "قصة بوليسية" و"قصة منفى" و"قصة ما حدث في ليبيا والشرق الأوسط".

### الأوسمة
فازت رواية "العودة" بجائزة بوليتزر للسيرة الذاتية أو السيرة الذاتية لعام 2017  وجائزة فوليو لعام 2017، ليصبح أول كتاب ذو أحداث واقعية يفوز بالجائزة. كما فازت الرواية بجائزة PEN/Jean Stein الافتتاحية للكتاب لعام 2017  وجائزة Slightly Foxed لأفضل سيرة ذاتية لعام 2016. وصلت الرواية إلى نهائيات جائزة بيلي جيفورد لعام 2016 ، وجائزة كوستا للسيرة الذاتية لعام 2016 ، و جائزة دائرة نقاد الكتاب الوطنية لعام 2017، وجائزة لوس أنجلوس تايمز للكتاب لعام 2017.